# Amphilochoides tenuimanus
Amphilochoides tenuimanus är en kräftdjursart som beskrevs av Boeck 1871. Amphilochoides tenuimanus ingår i släktet Amphilochoides och familjen Amphilochidae. Inga underarter finns listade i Catalogue of Life.